# David di Donatello al millor productor
El premi David di Donatello al millor productor (en italià: David di Donatello per il miglior produttore) és un premi de cinema que anualment atorga l'Acadèmia del Cinema Italià (ACI, Accademia del Cinema Italiano) per reconèixer els esforços de producció destacats de productors o companyies productores que han treballat dins de la indústria cinematogràfica italiana durant l'any anterior a la cerimònia. El premi es va donar per primera vegada el 1956 i es va convertir en competitiu el 1981.

## Guanyadors
Els guanyadors del premi han estat:

### Anys 1956-1959
- 1956: Angelo Rizzoli - Grandi manovre ex aequo Goffredo Lombardo - Pane, amore e... ex aequo Nicolò Theodoli - Racconti romani
- 1957: Dino De Laurentiis - Le notti di Cabiria ex aequo Renato Gualino - L'impero del sole
- 1958: Milko Skofic - Anna di Brooklyn ex aequo Leonardo Bonzi - La muraglia cinese
- 1959: Dino De Laurentiis - La tempesta ex aequo Titanus – The Naked Maja

### Anys 1960
- 1960: Dino De Laurentiis - La grande guerra ex aequo Zebra Film - Il generale Della Rovere
- 1961: Goffredo Lombardo - Rocco e i suoi fratelli ex aequo Dino De Laurentiis - Tutti a casa
- 1962: Angelo Rizzoli - Mondo cane ex aequo Dino De Laurentiis - Una vita difficile
- 1963: Goffredo Lombardo - Il Gattopardo ex aequo Gaumont, Trianon, Ultra Film - Uno dei tre
- 1964: Carlo Ponti - Ieri, oggi, domani ex aequo Franco Cristaldi - Sedotta e abbandonata
- 1965: Carlo Ponti - Matrimonio all'italiana
- 1966: Rizzoli Film - Africa addio ex aequo Dino De Laurentiis - La Bibbia (The Bible: In the Beginning...) ex aequo Pietro Germi i Robert Haggiag - Signore e signori
- 1967: Mario Cecchi Gori - Il tigre ex aequo FAI - Films Artistici Internazionali - L'amansiment de la fúria (The Taming of the Shrew)
- 1968: Dino De Laurentiis - Banditi a Milano ex aequo Luigi Carpentieri i Ermanno Donati - Il giorno della civetta
- 1969: Bino Cicogna - C'era una volta il West ex aequo Gianni Hecht Lucari - La ragazza con la pistola

### Anys 1970
- 1970 - 1977: no atorgat
- 1978: Franco Committeri - In nome del Papa Re
- 1979: no atorgat

### Anys 1980
- 1980: Joseph Losey - Don Giovanni ex aequo Mario Cecchi Gori - Mani di velluto
- 1981: Franco Committeri - Passione d'amore
- 1982: Antonio Avati i Gianni Minervini - Fuori stagione
- 1983: Giuliani G. De Negri - La notte di San Lorenzo
- 1984: Gianni Minervini - Mi manda Picone
- 1985: Giuliani G. De Negri i Fulvio Lucisano - Kaos
- 1986: Giovanni Di Clemente - Speriamo che sia femmina
- 1987: Franco Cristaldi i Bernd Eichinger - El nom de la rosa (Der Name der Rose)
- 1988: Franco Giovalé, Joyce Herlihy i Jeremy Thomas – L'últim emperador
- 1989: Filiberto Bandini - Caro Gorbaciov

### Anys 1990
- 1990: Mario Cecchi Gori, Vittorio Cecchi Gori i Gianni Minervini - Turné
- 1991: 
  - Claudio Bonivento - Ragazzi fuori (ex aequo)
  - Claudio Bonivento - Ultrà (ex aequo)
- 1992: Angelo Rizzoli - Il ladro di bambini
- 1993: Claudio Bonivento - La scorta
- 1994
  - Aurelio De Laurentiis - Per amore, solo per amore
  - Angelo Barbagallo e Nanni Moretti - Caro diario
  - Giovanni Di Clemente - Giovanni Falcone
- 1995
  - Pietro Valsecchi - Un eroe borghese
  - Angelo Curti, Andrea Occhipinti e Kermit Smith - L'amore molesto
  - Elda Ferri - Sostiene Pereira
  - Marco Poccioni e Marco Valsania - Senza pelle
- 1996
  - Pietro Innocenzi i Roberto Di Girolamo - Palermo Milano solo andata
  - Angelo Barbagallo i Nanni Moretti - La seconda volta
  - Amedeo Pagani - Lo sguardo di Ulisse
- 1997
  - Leo Pescarolo e Guido De Laurentiis - La treva
  - Vittorio Cecchi Gori, Rita Cecchi Gori i Maurizio Totti - Nirvana
  - Giovanni Di Clemente - Il carniere
  - Laurentina Guidotti i Francesco Ranieri Martinotti - Cresceranno i carciofi a Mimongo
  - Pietro Valsecchi - Testimone a rischio
- 1998
  - Elda Ferri i Gianluigi Braschi - La vida és bella
  - Donatella Palermo i Loes Kamsteeg - Tano da morire
  - Marco Risi i Maurizio Tedesco - L'ultimo capodanno
- 1999
  - Lionello Cerri - Fuori dal mondo
  - Franco Committeri - La cena
  - Domenico Procacci - Radiofreccia

### Anys 2000
- 2000
  - Amedeo Pagani - Garage Olimpo
  - Vittorio Cecchi Gori - Canone inverso
  - Domenico Procacci - Come te nessuno mai
- 2001
  - Domenico Procacci per Fandango en col·laboració amb Medusa Film - L'ultimo bacio
  - Angelo Babbagallo e Nanni Moretti per la Sacher Film - La stanza del figlio
  - Fabrizio Mosca per Titti Film - I cento passi
- 2002
  - Luigi Musini, Roberto Cicutto, Ermanno Olmi (Cinema11undici), RAICinema, Studiocanal i Taurusproduktion - Il mestiere delle armi
  - Lionello Cerri, Luigi Musini, Raicinema i VegaFilm - Brucio nel vento
  - Roberto Buttafarro, Mikado, Raicinema - Santa Maradona
- 2003
  - Domenico Procacci - Respiro
  - Elda Ferri - Prendimi l'anima
  - Domenico Procacci - L'imbalsamatore
  - Domenico Procacci - Ricordati di me
  - Gianni Romoli e Tilde Corsi - La finestra di fronte
- 2004
  - Angelo Barbagallo - La meglio gioventù
  - Luigi Musini i Roberto Cicutto per Cinema11undici i RAICinema - Cantando dietro i paraventi
  - Aurelio De Laurentiis - Che ne sarà di noi
  - Riccardo Tozzi, Giovanni Stabilini i Marco Chimenz per Cattleya i Medusa Film - Non ti muovere
  - Domenico Procacci - Primo amore
- 2005
  - Rosario Rinaldo - Certi bambini
  - Aurelio De Laurentiis - Manuale d'amore
  - Davide Ferrario - Dopo mezzanotte
  - Elda Ferri - Alla luce del sole
  - Domenico Procacci i Nicola Giuliano - Le conseguenze dell'amore
- 2006
  - Angelo Barbagallo, Nanni Moretti per la Sacher Film - Il caimano
  - Domenico Procacci, Nicola Giuliano, Francesca Cima - La guerra di Mario
  - Aurelio De Laurentiis - Il mio miglior nemico
  - Fulvio i Federica Lucisano – IIF e Gianandrea Pecorelli - Aurora Film e TV per RAICINEMA - Notte prima degli esami
  - Riccardo Tozzi, Giovanni Stabilini e Marco Chimenz - Romanzo criminale
- 2007
  - Donatella Botti per BIANCAFILM i RAICINEMA - L'aria salata
  - Fabrizio Mosca per Titti Film en col·laboració amb RAICINEMA, en coproducció amb Memento Films i Respiro - Nuovomondo
  - Medusa Film - La sconosciuta
  - Cattleya - Mio fratello è figlio unico
  - Luigi Musini i Roberto Cicutto per Cinemaundici - Centochiodi
- 2008
  - Nicola Giuliano, Francesca Cima - La ragazza del lago
  - Domenico Procacci - Caos calmo
  - Lionello Cerri - Giorni e nuvole
  - Andrea Occhipinti i Gianluca Arcopinto - Sonetàula
  - Simone Bachini, Mario Chemello i Giorgio Diritti - Il vento fa il suo giro
- 2009
  - Domenico Procacci - Gomorra
  - Augusto Allegra, Isabella Cocuzza, Giuliana Gamba i Arturo Paglia - Cover Boy - L'ultima rivoluzione
  - Andrea Occhipinti, Nicola Giuliano, Francesca Cima i Maurizio Coppolecchia - Il divo
  - Matteo Garrone - Pranzo di ferragosto
  - Angelo Rizzoli - Si può fare

### Anys 2010
- 2010
  - Simone Bachini i Giorgio Diritti - L'uomo che verrà
  - Giampaolo Letta i Mario Spedaletti - Baarìa
  - Angelo Barbagallo i Gianluca Curti - Fortapàsc
  - Domenico Procacci - Mine vaganti
  - Mario Gianani - Vincere
- 2011
  - Tilde Corsi, Gianni Romoli i Claudio Bonivento - 20 sigarette
  - Isabella Cocuzza, Arturo Paglia, Mark Lombardo i Elisabetta Olmi - Basilicata coast to coast
  - Riccardo Tozzi, Marco Chimenz, Giovanni Stabilini, Francesca Longardi - Benvenuti al Sud
  - Angelo Barbagallo - Gianni e le donne
  - Gregorio Paonessa, Marta Donzelli, Susanne Marian, Philippe Bober, Gabriella Manfrè, Elda Guidinetti e Andres Pfaeffli - Le quattro volte
  - Carlo Degli Esposti, Conchita Airoldi e Giorgio Magliulo - Noi credevamo
- 2012
  - Grazia Volpi - Cesare deve morire
  - Nanni Moretti i Domenico Procacci - Habemus Papam
  - Francesco Bonsembiante - Io sono Li
  - Riccardo Tozzi, Giovanni Stabilini e Marco Chimenz - Romanzo di una strage
  - Nicola Giuliano, Andrea Occhipinti e Francesca Cima - This Must Be the Place
- 2013
  - Domenico Procacci - Diaz - Don't Clean Up This Blood
  - Fabrizio Mosca - Alì ha gli occhi azzurri
  - Riccardo Tozzi, Giovanni Stabilini e Marco Chimenz - Educazione siberiana
  - Isabella Cocuzza e Arturo Paglia - La migliore offerta
  - Angelo Barbagallo - Viva la libertà
- 2014
  - Nicola Giuliano, Francesca Cima per Indigo Film - La grande bellezza
  - Per Indiana Production Company Fabrizio Donvito, Benedetto Habib, Maco Cohen, coproductor per Manny Films Philippe Gompel, Birgit Kemner, amb Rai Cinema i Motorino Amaranto - Il capitale umano
  - Mario Gianani, Lorenzo Mieli per Wildside amb Rai Cinema - La mafia uccide solo d'estate
  - Riccardo Scamarcio, Viola Prestieri per Buena Onda amb Rai Cinema - Miele
  - Massimo Cristaldi, Fabrizio Mosca - Salvo
  - Domenico Procacci, Matteo Rovere amb Rai Cinema - Smetto quando voglio
- 2015
  - Cinemaundici e Babe Films, amb Rai Cinema - Anime nere
  - Palomar, Rai Cinema - Il giovane favoloso
  - Nicola Giuliano, Francesca Cima, Carlotta Calori per Indigo Film, amb Rai Cinema - Il ragazzo invisibile
  - Carlo Cresto-Dina - Le meraviglie
  - Nanni Moretti per Sacher Film, Domenico Procacci per Fandango, amb Rai Cinema - Mia madre
- 2016
  - Gabriele Mainetti per Goon Films, amb Rai Cinema - Lo chiamavano Jeeg Robot
  - 21uno Film, Stemal Entertainment, Istituto Luce Cinecittà, Rai Cinema i Les Films d'Ici amb Arte France Cinéma - Fuocoammare
  - Archimede i Rai Cinema - Il racconto dei racconti - Tale of Tales
  - Paolo Bogna, Simone Isola e Valerio Mastandrea per Kimera Film, amb Rai Cinema e Taodue Film, productor associato Pietro Valsecchi, en col·laboració amb Leone Film Group - Non essere cattivo
  - Nicola Giuliano, Francesca Cima, Carlotta Calori per Indigo Film - Youth - La giovinezza (Youth)
- 2017
  - Attilio De Razza, Pierpaolo Verga - Indivisibili
  - Cristiano Bortone, Bart Van Langendonck, Peter Bouckaert, Gong Ming Cai, Natacha Devillers - Caffè
  - Pupkin Production, IBC Movie amb Rai Cinema - Fiore
  - Marco Belardi - La pazza gioia
  - Angelo Barbagallo - Le confessioni
  - Domenico Procacci - Veloce come il vento
- 2018
  - Luciano Stella e Maria Carolina Terzi per Mad Entertainment i Rai Cinema - Gatta Cenerentola
  - Stayblack Productions, Jon Copolon, Paolo Carpignano, Rai Cinema - A Ciambra
  - Carlo Macchitella, Manetti Bros. con Rai Cinema - Ammore e malavita
  - Marta Donzelli e Gregorio Paonessa per Vivo film, amb Rai Cinema, Joseph Rouschop e Valérie Bournonville per Tarantula - Nico, 1988
  - Domenico Procacci, Matteo Rovere amb Rai Cinema - Smetto quando voglio - Masterclass i Smetto quando voglio - Ad honorem
- 2019
  - Cinemaundici, Lucky Red - Sulla mia pelle
  - Howard Rosenman, Peter Spears, Luca Guadagnino, Emilie Georges, Rodrigo Teixeira, Marco Morabito, James Ivory - Call Me by Your Name
  - Archimede, Rai Cinema, Le Pacte - Dogman
  - Agostino Saccà, Maria Grazia Saccà i Giuseppe Saccà per Pepito Produzioni, con Rai Cinema - La terra dell'abbastanza
  - Carlo Cresto-Dina per Tempesta amb Rai Cinema en coproducció amb Amka Films Productions, Ad Vitam Production, KNM, Pola Pandora - Lazzaro felice

### Anys 2020
- 2020
  - Groenlandia, Gapbusters, Rai Cinema, Roman Citizen - Il primo re
  - Domenico Procacci, Anna Maria Morelli (TIMvision) - Bangla
  - IBC Movie, Kavac Film, Rai Cinema - Il traditore
  - Pietro Marcello, Beppe Caschetto, Thomas Ordonneau, Michael Weber, Viola Fügen, Rai Cinema - Martin Eden
  - Archimede, Rai Cinema, Le Pacte - Pinocchio